# Zentraler Omnibusbahnhof Velbert
Der Zentrale Omnibusbahnhof (ZOB) Velbert ist ein Busbahnhof in der nordrhein-westfälischen Stadt Velbert und Hauptknotenpunkt des dortigen ÖPNVs. Der Busbahnhof befindet sich an der Friedrich-Ebert-Straße gegenüber vom Velberter Finanzamt und ersetzte die sich dort befindende Haltestelle Velbert, Postamt – das namensgebende Postamt befindet sich an der anschließenden Kreuzung Friedrich-Ebertstraße/Poststraße gleich um die Ecke und gegenüber dem Postamt befindet sich das Rathaus. Er wurde am 12. September 2015 eröffnet.

## Bedienung

### Ortsbus-Linien
Der ZOB ist Hauptknoten aller Ortsbuslinien.
| Linie | Linienverlauf | Takt   |
| ----- | --- | ------ |
| OV 1  | Velbert ZOB – Christuskirche(→) – Parkbad – Velbert-Birth, Birther Kreisel                                                                                     | 20 min |
| OV 2  | Velbert-Losenburg, Nordfriedhof – Birth – Am Berg – Kostenberg – Velbert ZOB – Velbert, Am Nordpark                                                            | 20 min |
| OV 3  | Velbert-Kostenberg, Am Grünewald – Willy-Brandt-Platz – Velbert ZOB                                                                                            | 60 min |
| OV 4  | Velbert-Kostenberg, Am Grünewald – Kostenberg – Velbert ZOB – Velbert-Langenhorst, Hasenpfad                                                                   | 20 min |
| OV 6  | Velbert ZOB – Willy-Brandt-Platz – Diakonissenhaus – Velbert-Langenberg                                                                                        | 20 min |
| OV 7  | Velbert-Losenburg, Klinikum Niederberg – Velbert ZOB – Willy-Brandt-Platz – Gewerbegebiet Röbbeck – Frohnberg – Fachklinikum Langenberg – Velbert-Langenberg . | 60 min |
| OV 8  | Velbert ZOB – Gewerbegebiet Röbbeck – Velbert-Nierenhof – Nierenhof Busbahnhof                                                                                 | 60 min |

### Regionale Buslinien
Von diesen Ortsbuslinien kann zu vielen regionalen Buslinien umgestiegen werden.
| Linie | Linienverlauf | Takt                                                 | Betreiber                   |
| ----- | --- | ---------------------------------------------------- | --------------------------- |
| SB19  | Essen Hbf – Werdener Markt – Essen-Heidhausen – Velbert-Losenburg Kettwiger Str. – Velbert ZOB – Am Berg – Heiligenhaus Rathaus Fahrten, die am ZOB Velbert enden, werden als Linie SB66 bis Wuppertal Hbf durchgebunden. | 30 min (Essen–Velbert) 60 min (Velbert–Heiligenhaus) | DB Rheinlandbus / Rheinbahn |
| SB66  | Velbert ZOB – Velbert, Willy-Brandt-Platz – Tönisheide Mitte – Wuppertal Hbf Fahrten, die am ZOB Velbert enden, werden als Linie SB19 nach Essen Hbf durchgebunden. | 60 min                                               | DB Rheinlandbus             |
| 169   | Essen-Margarethenhöhe – Friedhof Bredeney – Bredeney – Werden – Werdener Markt – Heidhausen – Essen, Grenze Heidhausen – Velbert-Losenburg Kettwiger Str. – Velbert Unterstadt – Velbert ZOB | 20 min                                               | Ruhrbahn / Rheinbahn        |
| 649   | Velbert ZOB – Willy-Brandt-Platz – Tönisheide – Velbert-Neviges, Markt/Bf. – Neviges-Siepen – Velbert-Rosenhügel Bf. – Wuppertal-Katernberg – Robert-Daum-Platz – Wuppertal-Elberfeld Ohligsmühle – Wuppertal Hbf | 20 min                                               | WSW mobil                   |
| 746   | Velbert ZOB – Velbert, Christuskirche – Willy-Brandt-Platz – Tönisheide – Wülfrath-Stadtmitte – Mettmann, Jubiläumsplatz → Mettmann Zentrum → Mettmann Stadtwald | 20 min                                               | Rheinbahn                   |
| 747   | Velbert-Putschenholz – Willy-Brandt-Platz – Velbert ZOB – Velbert, Am Berg – Wülfrath, Flandersbach – Wülfrath-Stadtmitte – Wülfrath, Sporthalle | 30 min                                               | Rheinbahn                   |
| 770   | Ratingen-Hösel – Hösel, Bergbusch – Heiligenhaus-Unterilp → Unterstadt ← Höseler Platz → In der Blume/Stadtmitte ← Heiligenhaus, Rathaus → Abtskücher Straße ← Ehemannshof → Heiligenhaus-Hetterscheidt, Kuhs ← Schürhofer Straße – Velbert, Dalbecksbaum – Am Berg – Willy-Brandt-Platz – Velbert ZOB                                           | 20 min                                               | Rheinbahn                   |
| 771   | Ratingen Mitte – Ratingen Ost – Ratingen-Homberg, Dorfstraße – Zur Straße – Heiligenhaus-Hofermühle → Unterstadt ← Höseler Platz → In der Blume/Stadtmitte ← Heiligenhaus, Rathaus → Abtskücher Straße ← Ehemannshof → Heiligenhaus-Hetterscheidt, Kuhs ← Schürhofer Straße – Velbert, Dalbecksbaum – Am Berg – Willy-Brandt-Platz – Velbert ZOB | 20 min                                               | Rheinbahn                   |
| NE8   | Essen Hbf – Philharmonie – Rüttenscheider Stern – Rüttenscheid Martinstraße – Florastraße – Bredeney – Werden – Werdener Markt – Essen-Heidhausen – Velbert-Losenburg Klinikum Niederberg – Birth – Am Berg – Velbert ZOB | 60 min                                               | Ruhrbahn / Rheinbahn        |

### Bussteige
| Bussteig | Linie | Richtung     | Haltestelle         | über                                |
| -------- | ----- | ------------ | ------------------- | ----------------------------------- |
| 1        | OV2   | Velbert      | Am Nordpark         | Hohenzollernstraße                  |
| 1        | OV4   | Velbert      | Hasenpfad           | Schulstraße                         |
| 2        | SB19  | Essen        | HBF.                | Essen-Werden                        |
| 2        | 747   | Wülfrath     | Sporthalle          | Flandersbach                        |
| 2        | OV7   | Velbert      | Klinikum Niederberg | Werdener Str. / Paracelsusstr.      |
| 3        | SB19  | Heiligenhaus | Rathaus             | Am Berg                             |
| 3        | SB66  | Wuppertal    | HBF.                | Tönisheide                          |
| 3        | 747   | Velbert      | Putschenholz        | Willy-Brandt-Platz                  |
| 3        | OV7   | Velbert      | Langenberg S-Bhf.   | Sportzentrum Röbbeck                |
| 4        | 746   | Mettmann     | Stadtwald S-Bhf.    | Tönisheide/ Wülfrath                |
| 5        | 649   | Wuppertal    | HBF.                | Tönisheide/ Neviges                 |
| 6        | OV2   | Velbert      | Nordfriedhof        | Poststr./ Am Berg/ Birth            |
| 6        | OV6   | Velbert      | Langenberg S-Bhf.   | Bleibergstraße                      |
| 7        | OV4   | Velbert      | Am Grünewald        | Birkenstraße                        |
| 8        | OV3   | Velbert      | Am Grünewald        | Willy-Brandt-Platz/ Mettmanner Str. |
| 8        | OV8   | Velbert      | Nierenhof Bus-Bhf.  | Sportzentrum Röbbeck                |
| 9        | OV1   | Velbert      | Birther Kreisel     | Christuskirche/ Parkbad             |
| 10       | 169   | Essen        | Margarethenhöhe     | E-Werden/ E-Bredeney                |
| 10       | NE8   | Essen        | HBF.                | Birth/ E-Werden/ E-Bredeney         |
| 11       | 770   | Ratingen     | Hösel S-Bhf.        | Heiligenhaus                        |
| 12       | 771   | Ratingen     | Mitte               | Heiligenhaus/ Ratingen-Homberg      |

Quelle: Fahrplanheft der Verkehrsgesellschaft Velbert (VGV), gültig ab 13. September 2015.

## Geschichte

### Gründe für den neuen ZOB

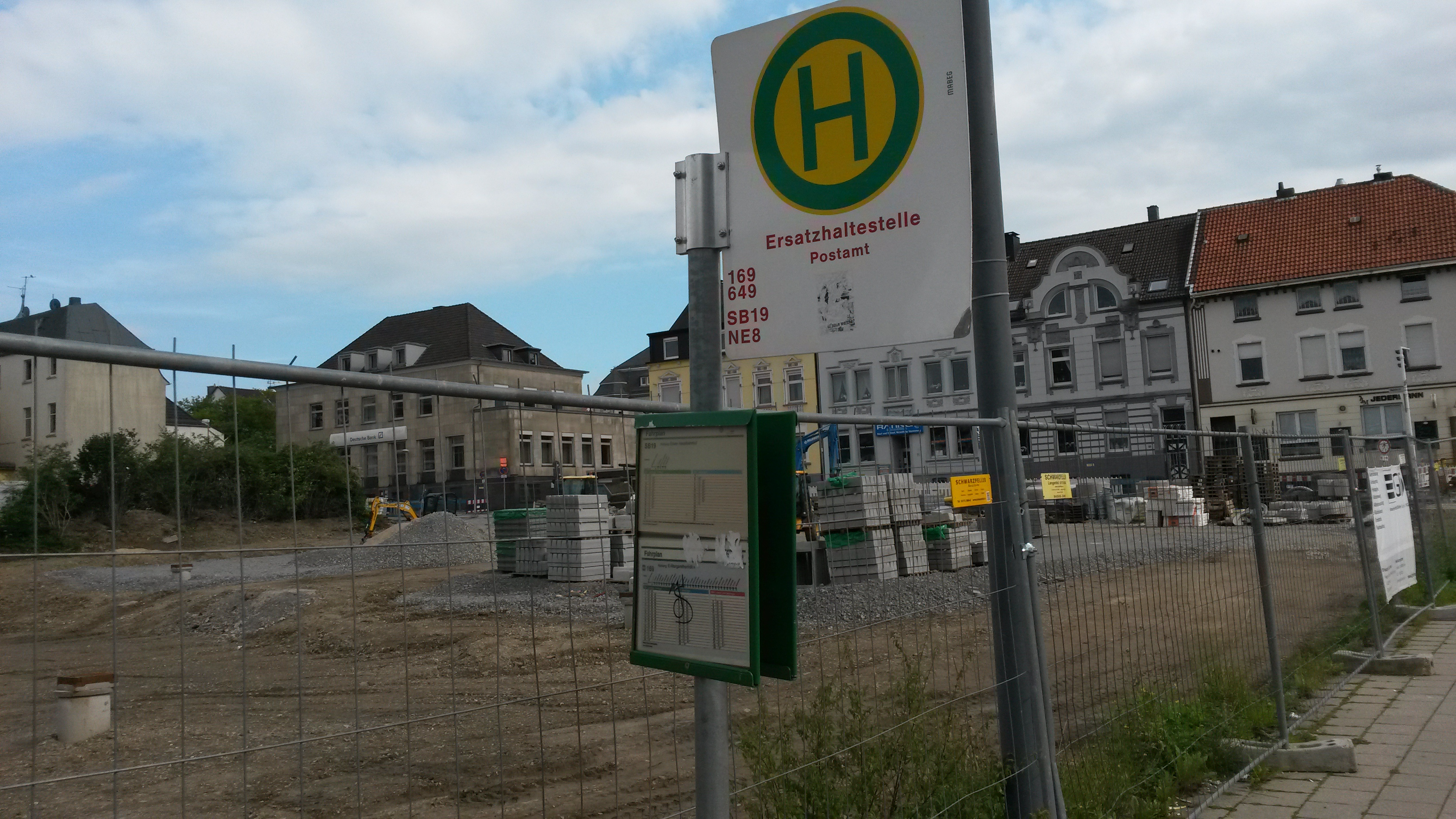
Baufeld des Velberter ZOBs im August 2014. Im Vordergrund die Ersatzhaltestelle Postamt.

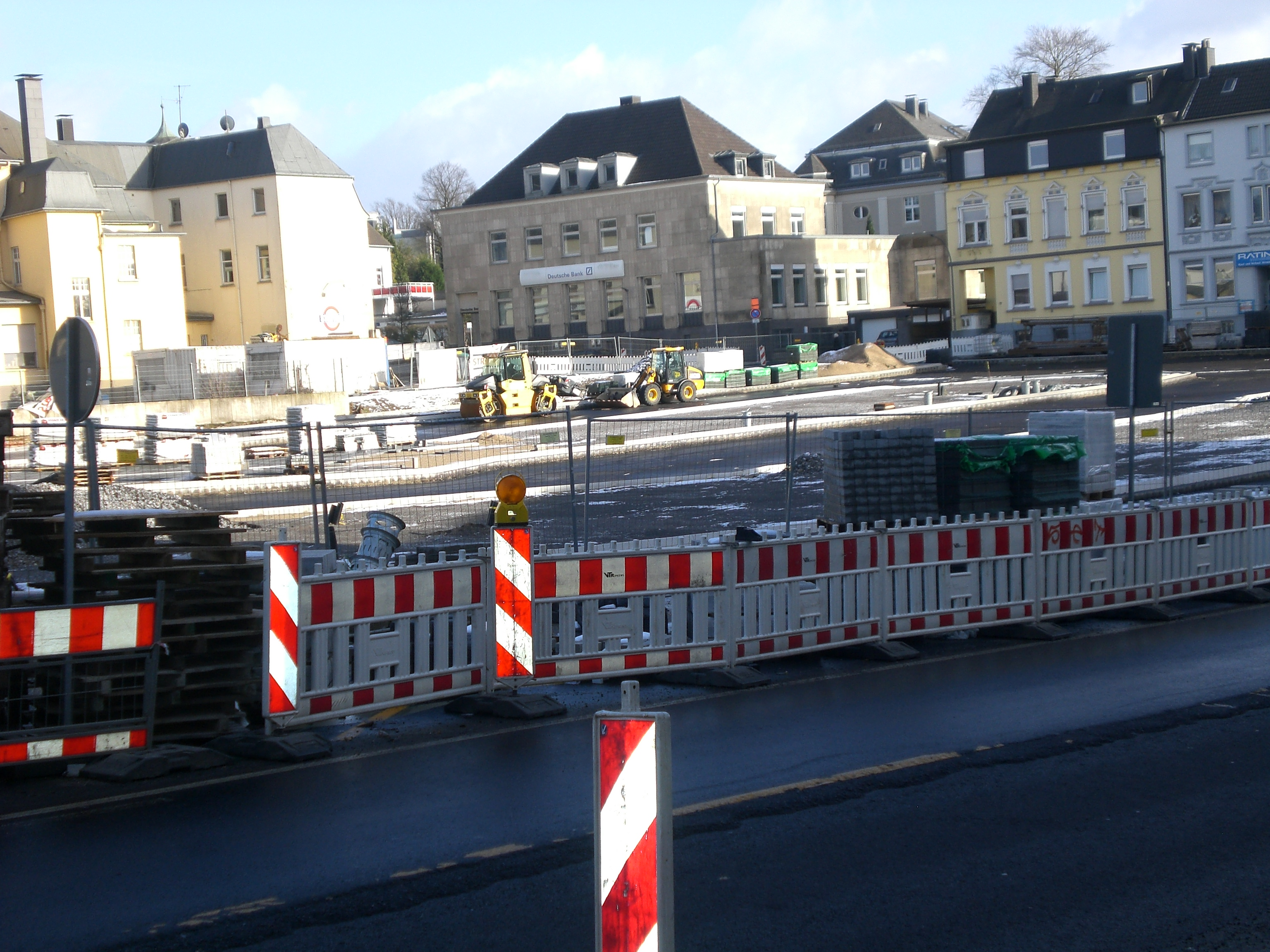
Baufeld des Velberter ZOBs im Februar 2015. Die künftigen Haltestellen sind inzwischen erkennbar.

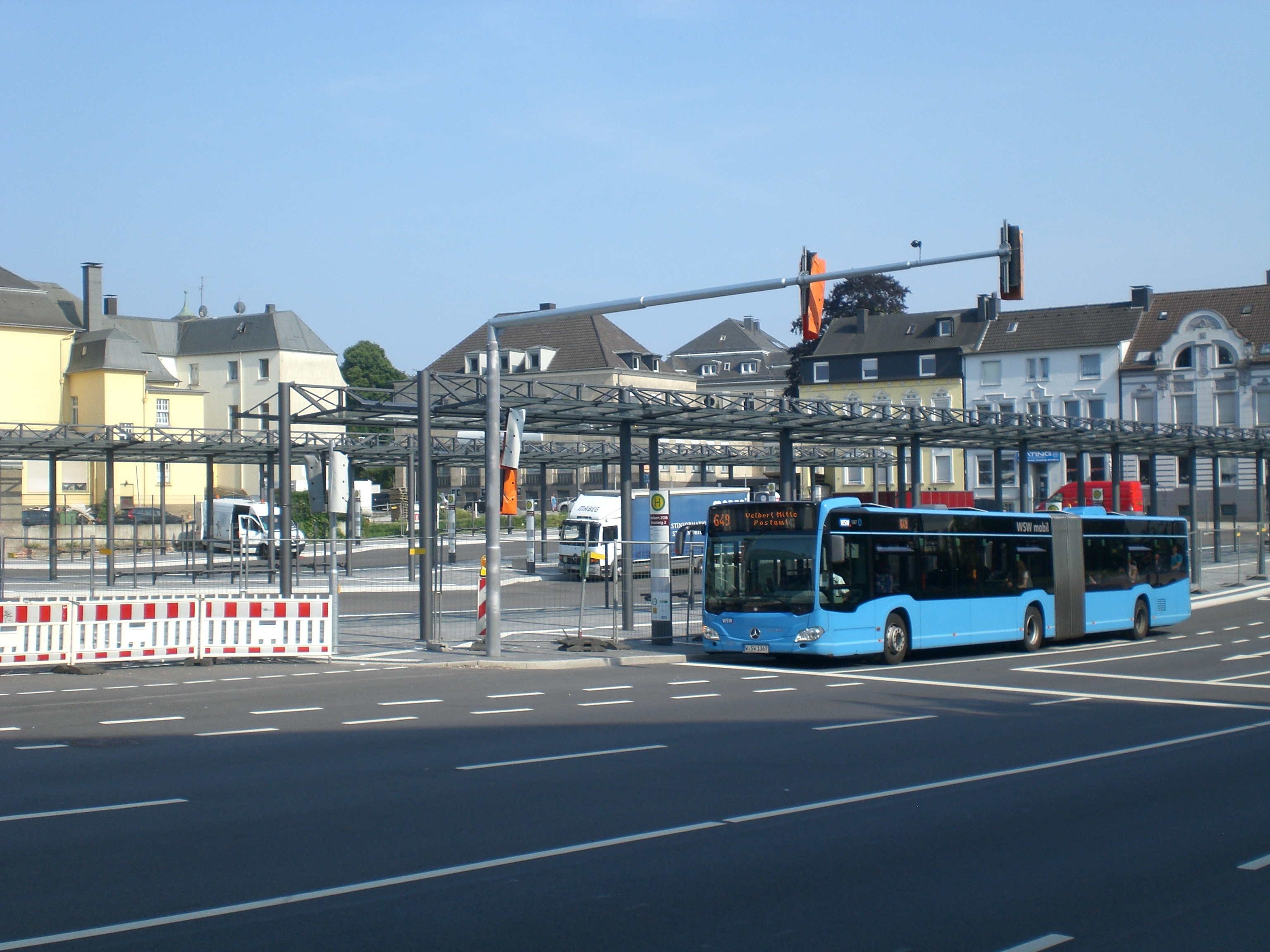
Baufeld des Velberter ZOBs im August 2015. Er ist schon fast fertiggestellt, da lediglich die einzelnen Dächer noch fehlen.

Velbert-Zentrum besitzt eine regionale Verkehrsbedeutung. Zahlreiche regionale Buslinien aus den umliegenden Städten Essen, Mettmann, Ratingen, Heiligenhaus, Wülfrath und Wuppertal enden in der Velberter Innenstadt. Dort werden sie im Zubringerverkehr durch die Linien des Ortsbusses Velbert ergänzt, welcher eine Feinverteilung in das gesamte Velberter Stadtgebiet übernehmen. Da die Velberter Innenstadt früher jedoch noch nicht über einen Busbahnhof verfügte, wurden die Buslinien in Velbert im Ringverkehr durch die Innenstadt geführt und endeten an verschiedenen Haltestellen und bedienten jede Haltestelle im Ring in nur einer Richtung. Dabei entstanden für die Nahverkehrsunternehmen der Rheinbahn, der EVAG und die WSW mobil sowie den Ortsbus Velbert stark überlagernde Ringverkehre in der Innenstadt, welche einen unnötig hohen Fahrzeugbedarf aber auch einen zu dichten Takt und damit Reisezeitverluste verursachten. Zusätzlich verursachten diese Ringverkehre das Problem, dass die Erreichbarkeit der Busse in der Innenstadt sehr unübersichtlich war, da die Haltestellen oft von den Buslinien nur in eine Richtung angefahren wurden. Das hat oft zur Folge, dass die komplette Querung der Fußgängerzone nötig war, um zu Anschlussbussen auf der anderen Seite zu gelangen und dass zu Bussen in verschiedene Richtungen an verschiedenen Haltestellen umsteigen musste. Wie komplex das war, zeigen zwei Matrizen im weiteren Verlauf des Artikels.
Der neue ZOB beendete diese unübersichtlichen Ringverkehre und führt die Busse nun radial von der ehemaligen Haltestelle Postamt aus in alle Richtungen. Die komplexe und unübersichtliche Umsteigesituation in Velbert-Mitte wurde so durch eine einfache und übersichtliche Umsteigesituation an der Zentralhaltestelle Velbert ZOB ersetzt.

### Bau des ZOB
Der neue ZOB Velbert wurde schon im Jahre 2001 geplant. Es gab Überlegungen den Busbahnhof als Ersatz der Haltestelle Postamt oder am Willy-Brandt-Platz anzulegen. Dabei gewann die Ortslage der Haltestelle Postamt aufgrund ihrer zentraleren Lage, aber auch aufgrund seiner größeren Frequentierung. Laut NVP Kreis Mettmann war die ZOB-Vorgänger-Haltestelle Velbert, Postamt mit 5.717 Ein- und Aussteigern, davon 1.900 Umsteigern, nach Ratingen Mitte die am zweitstärksten frequentierteste Umstiegshaltestelle im Kreis Mettmann. Sie war jedoch für ihre Frequentierung sehr klein bemessen und nicht alle Busse in alle Richtungen konnten sie erreichen. Aus diesen Gründen wurde die Haltestelle Velbert, Postamt als Busbahnhof auf der Fläche der beiden Parkplätzen gegenüber neu geplant. Nach dessen Fertigstellung benötigen die Fahrgäste höchstens fünf Minuten in die Einkaufsstraße Velberts. Die Fläche am Parkplatz Nedderstraße war schon lange für den ZOB vorgesehen. Jedoch scheiterte dies zunächst aufgrund des dort geplanten Velberter Gesundheitszentrums. Nachdem dessen Investition gescheitert war, wurde die Fläche wieder als geplante Fläche für den ZOB festgelegt.
Der neue ZOB hat eine Fläche von 4500 m² und ist eine Konstruktion aus Glas und Stahl und besteht aus fünf Haltestellenpositionen. Dabei gibt es eine Haltestelleninsel in der Mitte geben und zwei Seitenbussteige sowie eine Haltestellenposition auf der Friedrich-Ebert-Straße. Seine Baukosten betrugen etwa 5 Millionen Euro, welche aber zum größten Teil durch Landeszuschüsse finanziert werden. Im Mai 2014 begrüßte NRW-Verkehrsminister Michael Groschek das neue Großprojekt mit dem Spatenstich. Er sprach bezüglich der Finanzierung:

„Eigentlich bräuchten wir noch wesentlich mehr Geld, um den Nahverkehr ausbauen zu können. Das Bus- und Bahnangebot darf nicht unbequem sein. Es muss attraktiver werden.“

Die Bauarbeiten begannen im Mai 2014 und wurden im September 2015 vollendet. Am 12. September 2015 wurde der ZOB Velbert mit einem Fest eröffnet. Die Inbetriebnahme erfolgte dann am 13. September 2015, ab dann gilt auch der neue Fahrplan.

### Linien an der Haltestelle Postamt in Velbert-Mitte
Im Folgenden die Linien an der Vorgänger-Haltestelle Velbert-Postamt. Aufgrund des Ringverkehrs in Velbert-Mitte wurde diese von den meisten Linien in nur einer Richtung angefahren. Die Haltestelle Christuskirche wurde dann auf jeden Fall in der Gegenfahrtrichtung angefahren.

#### Ortsbus Velbert

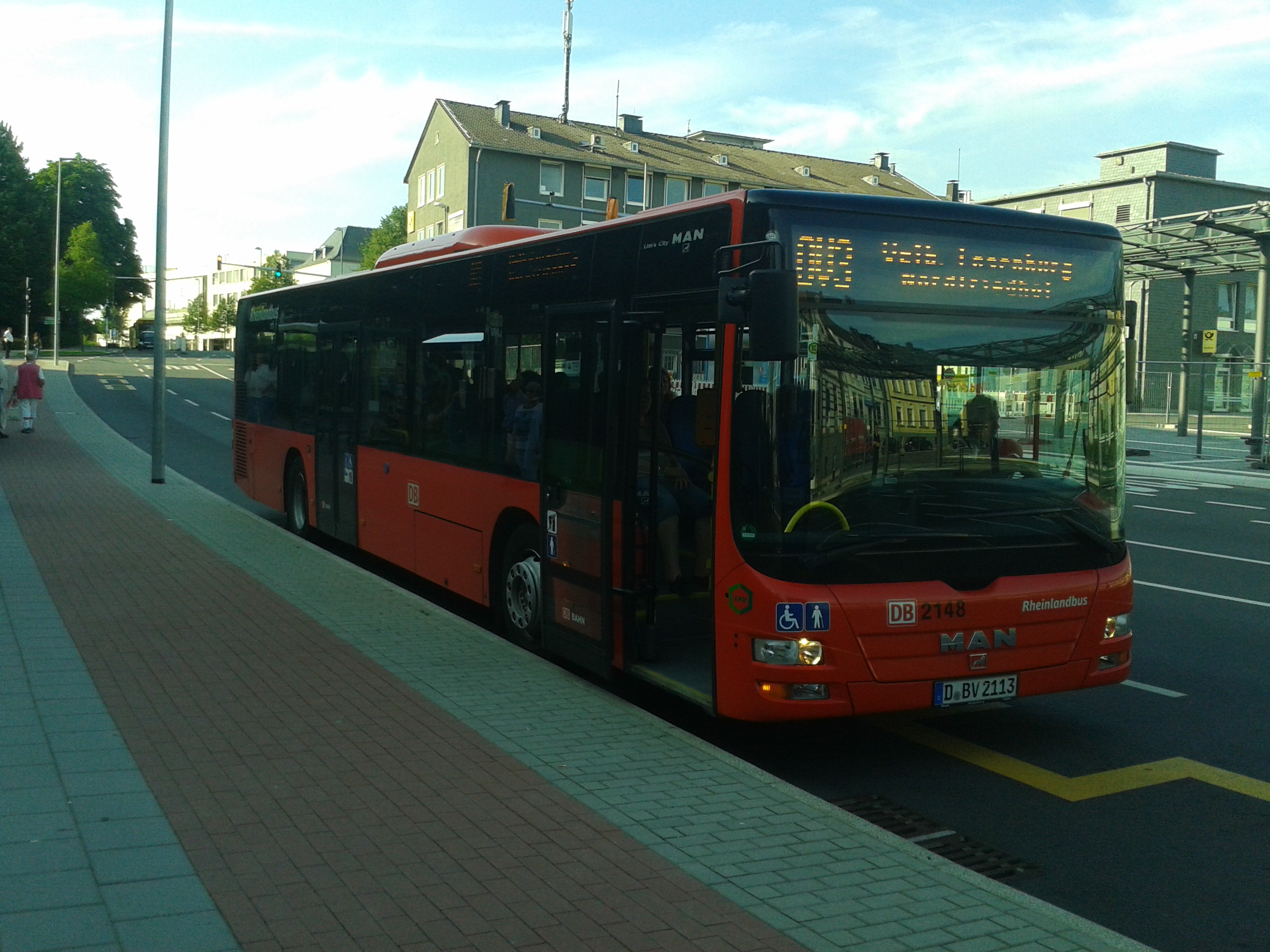
Ein MAN Lion’s City auf der Linie OV3 nach Losenburg an der Haltestelle Postamt

Die Haltestelle Postamt war wie der ZOB, der sie jetzt abgelöst hat, Hauptknoten aller Ortsbuslinien.
| Linie | Linienverlauf | Takt   |
| ----- | --- | ------ |
| OV 1  | Velbert-Birth, Birther Kreisel – Velbert-Mitte, Postamt(→)/Christuskirche(←) – Velbert, Willy-Brandt-Platz                                                      | 20 min |
| OV 2  | Velbert-Losenburg, Nordfriedhof – Birth – Am Berg – Kostenberg – Velbert-Mitte, Postamt(→)/Christuskirche(←) – Velbert, Am Nordpark                             | 60 min |
| OV 3  | Velbert-Losenburg, Nordfriedhof – Klinikum Niederberg – Birth – Am Berg – Velbert-Mitte, Postamt → Christuskirche → Velbert-Langenhorst, Hasenpfad              | 60 min |
| OV 4  | Velbert-Kostenberg, Am Grünewald – Kostenberg – Velbert-Mitte, Postamt(→)/Christuskirche(←) – Velbert, Am Nordpark                                              | 60 min |
| OV 5  | Velbert-Kostenberg, Am Grünewald – Willy-Brandt-Platz – Velbert-Mitte, Postamt(→)/Christuskirche(←) – Velbert-Langenhorst, Hasenpfad                            | 60 min |
| OV 6  | Velbert-Losenburg, Klinikum Niederberg – Velbert-Mitte, Postamt – Willy-Brandt-Platz(→)/Christuskirche(←) – Diakonissenhaus – Velbert-Langenberg                | 60 min |
| OV 7  | Velbert-Mitte, Postamt – Willy-Brandt-Platz(→)/Christuskirche(←) – Gewerbegebiet Röbbeck – Frohnberg – Fachklinikum Langenberg – Velbert-Langenberg .           | 60 min |
| OV 8  | Velbert-Mitte, Postamt → Christuskirche → Gewerbegebiet Röbbeck – Velbert-Nierenhof Bf./Busbahnhof – Frohnberg – Fachklinikum Langenberg – Velbert-Langenberg . | 60 min |

#### Regionale Buslinien
| Linie | Linienverlauf | Takt   | Betreiber | 30 min | DB Rheinlandbus | 20 min | Ruhrbahn, Rheinbahn |
| 649   | Velbert-Mitte, Postamt ← Christuskirche ← Willy-Brandt-Platz – Tönisheide – Velbert-Neviges, Markt/Bf. – Neviges-Siepen – Velbert-Rosenhügel Bf. – Wuppertal-Katernberg – Robert-Daum-Platz – Wuppertal-Elberfeld Ohligsmühle (Hbf) | 20 min | WSW mobil |        |                 |        |                     |
| 746   | Velbert-Mitte, Schwanenstraße → Velbert-Mitte Postamt ↔ Velbert, Christuskirche ← Willy-Brandt-Platz – Tönisheide – Wülfrath-Stadtmitte – Mettmann, Jubiläumsplatz → Mettmann Zentrum → Mettmann Stadtwald | 20 min | Rheinbahn |        |                 |        |                     |
| 747   | Velbert-Putschenholz – Willy-Brandt-Platz → Christuskirche → Velbert-Mitte, Postamt – Velbert, Am Berg – Wülfrath, Flandersbach – Wülfrath-Stadtmitte – Wülfrath, Sporthalle | 30 min | Rheinbahn |        |                 |        |                     |
| 770   | Ratingen-Hösel – Hösel, Bergbusch – Heiligenhaus-Unterilp → Unterstadt ← Höseler Platz → In der Blume/Stadtmitte ← Heiligenhaus, Rathaus → Abtskücher Straße ← Ehemannshof → Heiligenhaus-Hetterscheidt, Kuhs ← Schürhofer Straße – Velbert, Dalbecksbaum – Am Berg – Willy-Brandt-Platz ← Velbert-Mitte, Postamt – Velbert-Mitte, Christuskirche                                           | 20 min | Rheinbahn |        |                 |        |                     |
| 771   | Ratingen Mitte – Ratingen Ost – Ratingen-Homberg, Dorfstraße – Zur Straße – Heiligenhaus-Hofermühle → Unterstadt ← Höseler Platz → In der Blume/Stadtmitte ← Heiligenhaus, Rathaus → Abtskücher Straße ← Ehemannshof → Heiligenhaus-Hetterscheidt, Kuhs ← Schürhofer Straße – Velbert, Dalbecksbaum – Am Berg – Willy-Brandt-Platz ← Velbert-Mitte, Postamt – Velbert-Mitte, Christuskirche | 20 min | Rheinbahn |        |                 |        |                     |
| NE8   | Essen Hbf – Philharmonie (Essen) – Rüttenscheider Stern – Rüttenscheid Martinstraße – Florastraße – Bredeney – Werden – Werdener Markt – Essen-Heidhausen – Velbert-Losenburg Klinikum Niederberg – Birth – Am Berg – Velbert Postamt(→)/Christuskirche(←) – Velbert-Mitte Willy-Brandt-Platz                                                                                               | 60 min | Ruhrbahn  |        |                 |        |                     |
| 1. 2. | |        |           |        |                 |        |                     |

#### Komplexität des Umsteigens in Velbert-Mitte
Die folgenden zwei Matrizen stellen einmal den Komplex des Umsteigens in Velbert-Mitte zwischen den regionalen Buslinien dar, bevor der ZOB eröffnet wurde. Die Linie SB19 von Essen fuhr dabei am Willy-Brandt-Platz entweder als SB19 nach Heiligenhaus oder als SB66 nach Wuppertal weiter und analog galt das in der Gegenrichtung. Dies gilt seit ZOB-Eröffnung immer noch, allerdings verkehrt die Linie SB19 nun durch die Poststraße – und hält somit nicht mehr am Willy-Brandt-Platz – und die Linie SB66 beginnt am ZOB, statt Willy-Brandt-Platz. Die Linien 649 und 746 verkehren von Velbert-Mitte bis Tönisheide Süd exakt parallel, sodass zwischen ihnen keine Umsteigebeziehung besteht und auch von anderen Linien jeweils die Umsteigebeziehung auf beide Linien stets von derselben Haltestelle aus geschieht. Als Umsteigehaltestellen werden neben der Haltestelle Postamt, auch die Haltestellen Christuskirche, Schlossstraße und Willy-Brandt-Platz betrachtet.
|                                    | Linie stadtauswärts                                   | Linie stadtauswärts        | Linie stadtauswärts        | Linie stadtauswärts                             | Linie stadtauswärts                  | Linie stadtauswärts                                     | Linie stadtauswärts                  | Linie stadtauswärts                  |
| Linie stadteinwärts                | SB19 nach Essen Hbf                                   | SB19 nach Heiligenhaus     | SB66 nach Wuppertal        | 169 nach Essen                                  | 649 nach Wuppertal 746 nach Mettmann | 747 nach Wülfrath                                       | 770 nach Heiligenhaus, Hösel S       | 771 nach Heiligenhaus, Ratingen      |
| ---------------------------------- | ----------------------------------------------------- | -------------------------- | -------------------------- | ----------------------------------------------- | ------------------------------------ | ------------------------------------------------------- | ------------------------------------ | ------------------------------------ |
| SB19 von Essen Hbf                 | –                                                     | Durchfahrt                 | Durchfahrt                 | keine Umsteigebeziehung                         | Postamt Willy-Brandt-Platz           | Postamt                                                 | Postamt Willy-Brandt-Platz           | Postamt                              |
| SB19 von Heiligenhaus              | Durchfahrt                                            | –                          | Willy-Brandt-Platz         | Christuskirche Schlossstraße                    | Willy-Brandt-Platz                   | Willy-Brandt-Platz Christuskirche Schlossstraße         | Postamt                              | Postamt                              |
| SB66 von Wuppertal                 | Durchfahrt                                            | Willy-Brandt-Platz         | –                          | Christuskirche Schlossstraße                    | keine Umsteigebeziehung              | Willy-Brandt-Platz Christuskirche Schlossstraße         | Postamt                              | Postamt                              |
| 169 von Essen                      | keine Umsteigebeziehung                               | Postamt Willy-Brandt-Platz | Postamt Willy-Brandt-Platz | –                                               | Postamt Willy-Brandt-Platz           | Postamt                                                 | Postamt Willy-Brandt-Platz           | Postamt                              |
| 649 von Wuppertal 746 von Mettmann | Christuskirche Schlossstraße                          | Willy-Brandt-Platz         | keine Umsteigebeziehung    | Willy-Brandt-Platz Christuskirche Schlossstraße | –                                    | Willy-Brandt-Platz Christuskirche Schlossstraße Postamt | Christuskirche Schlossstraße Postamt | Christuskirche Schlossstraße Postamt |
| 747 von Wülfrath                   | Willy-Brandt-Platz                                    | Postamt Willy-Brandt-Platz | Postamt Willy-Brandt-Platz | Willy-Brandt-Platz                              | Postamt Willy-Brandt-Platz           | –                                                       | keine Umsteigebeziehung              | keine Umsteigebeziehung              |
| 770 von Heiligenhaus, Hösel S      | Willy-Brandt-Platz Christuskirche Schlossstraße       | Willy-Brandt-Platz         | Willy-Brandt-Platz         | Willy-Brandt-Platz Christuskirche Schlossstraße | Willy-Brandt-Platz                   | keine Umsteigebeziehung                                 | –                                    | keine Umsteigebeziehung              |
| 771 von Heiligenhaus, Ratingen     | Christuskirche Schlossstraße                          | Postamt                    | Postamt                    | Christuskirche Schlossstraße                    | Postamt                              | keine Umsteigebeziehung                                 | keine Umsteigebeziehung              | –                                    |
| OV 1 von Birth:                    | wegen Umleitung: Parkstr. regulär: Willy-Brandt-Platz | Postamt Willy-Brandt-Platz | Postamt Willy-Brandt-Platz | Parkstr. Willy-Brandt-Platz                     | Postamt Willy-Brandt-Platz           | Postamt                                                 | Postamt                              | Postamt Willy-Brandt-Platz           |
| OV 2 von Am Nordpark:              | Schlossstraße                                         | Schlossstraße Postamt      | Schlossstraße Postamt      | Schlossstraße                                   | Schlossstraße Postamt                | Schlossstraße Postamt                                   | Schlossstraße Postamt                | Schlossstraße Postamt                |
| OV 2 von Nordfriedhof:             | Christuskirche                                        | Offerstr./Blumenstr.       | Offerstr./Blumenstr.       | Christuskirche                                  | Offerstr./Blumenstr.                 | Christuskirche                                          | Offerstr./Blumenstr.                 | Christuskirche                       |
| OV 3 von Langenhorst:              | Schlossstraße                                         | Postamt                    | Postamt                    | Schlossstraße                                   | Postamt                              | Postamt                                                 | Postamt                              | Postamt                              |
| OV 3 von Nordfriedhof:             | Christuskirche                                        | Postamt                    | Postamt                    | Christuskirche                                  | Postamt                              | Postamt                                                 | Postamt                              | Postamt                              |
| OV 4 von Am Nordpark:              | Schlossstraße                                         | Schlossstraße Postamt      | Schlossstraße Postamt      | Schlossstraße                                   | Schlossstraße Postamt                | Schlossstraße Postamt                                   | Schlossstraße Postamt                | Schlossstraße Postamt                |
| OV 4 von Am Grünewald:             | Christuskirche                                        | Offerstr./Blumenstr.       | Offerstr./Blumenstr.       | Christuskirche                                  | Offerstr./Blumenstr.                 | Christuskirche                                          | Offerstr./Blumenstr.                 | Christuskirche                       |
| OV 5 von Langenhorst:              | Schlossstraße                                         | Postamt                    | Postamt                    | Schlossstraße                                   | Postamt                              | Postamt Willy-Brandt-Platz                              | Postamt Willy-Brandt-Platz           | Postamt                              |
| OV 5 von Am Grünewald:             | Willy-Brandt-Platz Christuskirche                     | Willy-Brandt-Platz         | Willy-Brandt-Platz         | Willy-Brandt-Platz Christuskirche               | Willy-Brandt-Platz                   | Willy-Brandt-Platz Christuskirche                       | Willy-Brandt-Platz                   | Christuskirche                       |
| OV 6 von Langenberg:               | Christuskirche Schlossstraße                          | Postamt                    | Postamt                    | Christuskirche Schlossstraße                    | Schlossstraße (nur in 746) Postamt   | Christuskirche Schlossstraße Postamt                    | Christuskirche Schlossstraße Postamt | Christuskirche Schlossstraße Postamt |
| OV 7 von Langenberg:               | Christuskirche Schlossstraße                          | Postamt                    | Postamt                    | Christuskirche Schlossstraße                    | Postamt                              | Christuskirche Schlossstraße Postamt                    | Christuskirche Schlossstraße Postamt | Christuskirche Schlossstraße Postamt |
| OV 8 von Langenberg:               | Schlossstraße                                         | Postamt                    | Postamt                    | Schlossstraße                                   | Postamt                              | Schlossstraße Postamt                                   | Schlossstraße Postamt                | Schlossstraße Postamt                |
| 1. 2. 3. 4. 5.                     |                                                       |                            |                            |                                                 |                                      |                                                         |                                      |                                      |

Dies ist schon sehr komplex, wird aber noch einmal komplexer, wenn man nun den Umstieg zwischen den Ortsbuslinien betrachtet, bzw. vom regionalen Bus in den Ortsbus.
|                                    | Linie stadtauswärts                                           | Linie stadtauswärts                            | Linie stadtauswärts                            | Linie stadtauswärts                            | Linie stadtauswärts                            | Linie stadtauswärts                            | Linie stadtauswärts                        | Linie stadtauswärts                            | Linie stadtauswärts                            | Linie stadtauswärts                              | Linie stadtauswärts                              | Linie stadtauswärts                                               |
| Linie stadteinwärts                | OV 1 nach Birth:                                              | OV 2 nach Am Nordpark:                         | OV 2 nach Nordfriedhof:                        | OV 3 nach Langenhorst:                         | OV 3 nach Nordfriedhof:                        | OV 4 nach Am Nordpark:                         | OV 4 nach Am Grünewald:                    | OV 5 nach Langenhorst:                         | OV 5 nach Am Grünewald:                        | OV 6 nach Langenberg:                            | OV 7 nach Langenberg:                            | OV 8 nach Langenberg:                                             |
| ---------------------------------- | ------------------------------------------------------------- | ---------------------------------------------- | ---------------------------------------------- | ---------------------------------------------- | ---------------------------------------------- | ---------------------------------------------- | ------------------------------------------ | ---------------------------------------------- | ---------------------------------------------- | ------------------------------------------------ | ------------------------------------------------ | ----------------------------------------------------------------- |
| SB19 von Essen Hbf                 | wegen Umleitung: Parkstr. regulär: Willy-Brandt-Platz         | keine Umsteigemöglichkeit                      | Postamt                                        | Postamt                                        | Postamt                                        | keine Umsteigemöglichkeit                      | Postamt                                    | Willy-Brandt-Platz                             | Postamt Willy-Brandt-Platz                     | Postamt Willy-Brandt-Platz                       | Postamt Willy-Brandt-Platz                       | Postamt                                                           |
| SB19 von Heiligenhaus              | Willy-Brandt-Platz Christuskirche Schlossstraße               | Christuskirche                                 | Schlossstraße                                  | Christuskirche                                 | Schlossstraße                                  | Christuskirche                                 | Schlossstraße                              | Willy-Brandt-Platz Christuskirche              | Willy-Brandt-Platz Schlossstraße               | Willy-Brandt-Platz                               | Willy-Brandt-Platz                               | Christuskirche                                                    |
| SB66 von Wuppertal                 | Willy-Brandt-Platz Christuskirche Schlossstraße               | Christuskirche                                 | Schlossstraße                                  | Christuskirche                                 | Schlossstraße                                  | Christuskirche                                 | Schlossstraße                              | Willy-Brandt-Platz Christuskirche              | Willy-Brandt-Platz Schlossstraße               | Willy-Brandt-Platz                               | Willy-Brandt-Platz                               | Christuskirche                                                    |
| 169 von Essen                      | Parkstr. Willy-Brandt-Platz                                   | Blumenstr./Offerstr.                           | Postamt Blumenstr.                             | Postamt Blumenstr./Offerstr.                   | Postamt                                        | Blumenstr./Offerstr.                           | Postamt Blumenstr.                         | Willy-Brandt-Platz                             | Postamt Willy-Brandt-Platz                     | Postamt Willy-Brandt-Platz                       | Postamt Willy-Brandt-Platz                       | Postamt Blumenstr./Offerstr.                                      |
| 649 von Wuppertal 746 von Mettmann | Willy-Brandt-Platz Christuskirche Schlossstraße (nur von 649) | Christuskirche                                 | 746: Schwanenstr. 649: Schlossstr. Postamt     | Christuskirche                                 | 746: Schwanenstr. 649: Schlossstr. Postamt     | Christuskirche                                 | 746: Schwanenstr. 649: Schlossstr. Postamt | Willy-Brandt-Platz Christuskirche              | 746: Schwanenstr. 649: Schlossstr. Postamt     | Willy-Brandt-Platz 649 auch: Schlossstr. Postamt | Willy-Brandt-Platz 649 auch: Schlossstr. Postamt | Christuskirche 649 auch: Schlossstr. Postamt Blumenstr./Offerstr. |
| 747 von Wülfrath                   | Willy-Brandt-Platz                                            | Blumenstr./Offerstr.                           | Postamt Blumenstraße                           | Postamt Blumenstr./Offerstr.                   | Postamt                                        | Blumenstr./Offerstr.                           | Postamt Blumenstraße                       | Willy-Brandt-Platz                             | Postamt Willy-Brandt-Platz                     | Postamt Willy-Brandt-Platz                       | Postamt Willy-Brandt-Platz                       | Postamt Blumenstr./Offerstr.                                      |
| 770 von Heiligenhaus, Hösel S      | Willy-Brandt-Platz Christuskirche                             | Christuskirche                                 | keine Umsteigemöglichkeit                      | Christuskirche                                 | keine Umsteigemöglichkeit                      | Christuskirche                                 | keine Umsteigemöglichkeit                  | Christuskirche                                 | Willy-Brandt-Platz                             | Willy-Brandt-Platz                               | Willy-Brandt-Platz                               | Christuskirche                                                    |
| 771 von Heiligenhaus, Ratingen     | Christuskirche                                                | Offerstraße Christuskirche                     | Postamt                                        | Postamt Offerstraße Christuskirche             | Postamt                                        | Offerstraße Christuskirche                     | Offerstraße Christuskirche                 | Postamt Offerstraße Christuskirche             | Postamt Blumenstr./Offerstr.                   | Postamt                                          | Postamt                                          | Postamt Christuskirche                                            |
| OV 1 von Birth:                    | –                                                             | Blumenstr./Offerstr.                           | Postamt Blumenstraße                           | Blumenstr./Offerstr.                           | Postamt                                        | Blumenstr./Offerstr.                           | Postamt Blumenstraße                       | Willy-Brandt-Platz                             | Postamt Willy-Brandt-Platz                     | Postamt Willy-Brandt-Platz                       | Postamt Willy-Brandt-Platz                       | Postamt Blumenstr./Offerstr.                                      |
| OV 2 von Am Nordpark:              | Schlossstraße                                                 | –                                              | Durchfahrt                                     | keine Umsteigemöglichkeit im Ring Bismarckstr. | Schlossstraße Postamt                          | keine Umsteigebeziehung                        | Parallelführung bis Am Kostenberg          | keine Umsteigemöglichkeit im Ring Bismarckstr. | Schlossstraße Postamt Blumenstraße             | Postamt Blumenstraße                             | Postamt Blumenstraße                             | Postamt Offerstraße                                               |
| OV 2 von Nordfriedhof:             | Christuskirche                                                | Durchfahrt                                     | –                                              | Christuskirche                                 | keine Umsteigemöglichkeit im Ring Bismarckstr. | Parallelführung seit Am Kostenberg             | keine Umsteigebeziehung                    | Christuskirche                                 | keine Umsteigemöglichkeit im Ring Bismarckstr. | Offerstraße/Blumenstraße                         | Offerstraße/Blumenstraße                         | Offerstraße/Blumenstraße Christuskirche                           |
| OV 3 von Langenhorst:              | Schlossstraße                                                 | keine Umsteigemöglichkeit im Ring Bismarckstr. | Schlossstraße Postamt                          | –                                              | Durchfahrt                                     | keine Umsteigemöglichkeit im Ring Bismarckstr. | Schlossstraße Postamt                      | keine Umsteigebeziehung                        | Postamt                                        | Postamt                                          | Postamt                                          | Postamt                                                           |
| OV 3 von Nordfriedhof:             | Christuskirche                                                | Christuskirche                                 | Postamt Blumenstraße/Offerstraße               | Durchfahrt                                     | –                                              | Christuskirche                                 | Postamt Blumenstraße/Offerstraße           | Parallelführung                                | Postamt Offerstraße/Blumenstraße               | Postamt Offerstraße/Blumenstraße                 | Postamt Offerstraße/Blumenstraße                 | Postamt Christuskirche                                            |
| OV 4 von Am Nordpark:              | Schlossstraße                                                 | keine Umsteigebeziehung                        | Parallelführung bis Am Kostenberg              | keine Umsteigemöglichkeit im Ring Bismarckstr. | Schlossstraße Postamt                          | –                                              | Durchfahrt                                 | keine Umsteigemöglichkeit im Ring Bismarckstr. | Schlossstraße Postamt Blumenstraße             | Postamt Blumenstraße                             | Postamt Blumenstraße                             | Postamt Offerstraße                                               |
| OV 4 von Am Grünewald:             | Christuskirche                                                | Parallelführung seit Am Kostenberg             | keine Umsteigebeziehung                        | Christuskirche                                 | keine Umsteigemöglichkeit im Ring Bismarckstr. | Durchfahrt                                     | –                                          | Christuskirche                                 | keine Umsteigebeziehung                        | Offerstraße/Blumenstraße                         | Offerstraße/Blumenstraße                         | Offerstraße/Blumenstraße Christuskirche                           |
| OV 5 von Langenhorst:              | Schlossstraße                                                 | keine Umsteigemöglichkeit im Ring Bismarckstr. | Schlossstraße Postamt                          | keine Umsteigebeziehung                        | Postamt                                        | keine Umsteigemöglichkeit im Ring Bismarckstr. | Schlossstraße Postamt                      | –                                              | Durchfahrt                                     | Postamt Willy-Brandt-Platz                       | Postamt Willy-Brandt-Platz                       | Postamt Offerstraße/Blumenstraße                                  |
| OV 5 von Am Grünewald:             | Willy-Brandt-Platz Christuskirche                             | Christuskirche                                 | keine Umsteigemöglichkeit im Ring Bismarckstr. | Parallelführung                                | keine Umsteigemöglichkeit im Ring Bismarckstr. | Christuskirche                                 | keine Umsteigebeziehung                    | Durchfahrt                                     | –                                              | Postamt Offerstraße/Blumenstraße                 | Postamt Offerstraße/Blumenstraße                 | Postamt Christuskirche                                            |
| OV 6 von Langenberg:               | Christuskirche Schlossstraße                                  | Christuskirche                                 | Schlossstraße Postamt                          | Christuskirche                                 | Schlossstraße Postamt                          | Christuskirche                                 | Schlossstraße Postamt                      | Christuskirche                                 | Schlossstraße Postamt                          | –                                                | Postamt                                          | Postamt                                                           |
| OV 7 von Langenberg:               | Christuskirche Schlossstraße                                  | Christuskirche                                 | Schlossstraße Postamt                          | Christuskirche                                 | Schlossstraße Postamt                          | Christuskirche                                 | Schlossstraße Postamt                      | Christuskirche                                 | Schlossstraße Postamt                          | Postamt                                          | –                                                | Postamt                                                           |
| OV 8 von Langenberg:               | Schlossstraße                                                 | keine Umsteigemöglichkeit                      | Schlossstraße Postamt                          | Nordstraße                                     | Schwanenstraße Schlossstraße Postamt           | keine Umsteigemöglichkeit                      | Schlossstraße Postamt                      | Nordstraße                                     | Schwanenstraße Schlossstraße Postamt           | Postamt                                          | Postamt                                          | –                                                                 |
| 1. 2. 3.                           |                                                               |                                                |                                                |                                                |                                                |                                                |                                            |                                                |                                                |                                                  |                                                  |                                                                   |

### Zielnetz durch den neuen ZOB
Nach Fertigstellung des ZOBs wurde das Liniennetz in Velbert komplett neu überarbeitet. Dabei bestanden Überlegungen sowohl die innerstädtischen als auch die regionalen Buslinien zu verbessern.

#### Stadtverkehr
Die im Innenstadtbereich am Willy-Brandt-Platz endende Buslinie OV1 wurde bis zum ZOB Velbert verkürzt. Darüber hinaus wendet sie nun über die Oststraße.
Die Buslinie OV6, die als Direktverbindung zum Bahnhof Velbert-Langenberg und damit als wichtiger Zubringer zur S-Bahnlinie S9 dient, wurde von einem Stundentakt auf einen 20-Minuten-Takt verdichtet. Nach Langenberg verkehrten drei stündlich verkehrende OV-Linien, die 21 (OV6), 34 (OV7) und 45 (OV8) Minuten benötigen, um Langenberg zu erreichen – die Linie OV8 verkehrt seit der Eröffnung des ZOBs nicht mehr bis Langenberg, sondern nur noch bis Nierenhof. Da alle Linien auf die S-Bahn am Bahnhof Langenberg abgestimmt waren, konnten sie nicht im überlagernden 20-Minuten-Takt von Velbert-Postamt abfahren, sodass die Verbindung nach Langenberg miserabel war. Die nun realisierte Verdichtung der Linie OV6 auf eine 20-Minuten-Takt ist daher eine deutliche Verbesserung für die Verbindung nach Langenberg.
Darüber hinaus verkehren die Ortsbuslinien nun ausschließlich auf der Friedrich-Ebert-Straße. Die Oststraße wird nur noch durch die Linie OV1 bedient.

#### Regionaler Busverkehr
Die regionalen Buslinien nach Velbert endeten zuvor schon im Innenstadtbereich, allerdings an den verschiedensten Haltestellen. Jetzt beginnen und enden alle am ZOB Velbert. Darüber hinaus werden sie nun ausschließlich nur noch über die Friedrich-Ebert-Straße geführt. Die Oststraße wird nur noch durch die Buslinie 746 bedient.